# 萊恩·摩斯
萊恩·奧尼爾·派翠克·摩斯（1974年4月4日—），生於巴哈馬拿騷埃克蘇馬島，巴哈馬籃球運動員，司職中鋒。

## 球員生涯
摩斯生於巴哈馬拿騷埃克蘇馬島，畢業於家鄉阿肯色大學小石城分校，到2004年為巴哈馬國家籃球隊成員。
2016年11月，摩斯獲西班牙籍教練艾度托利斯推薦到香港加盟東方龍獅，並獲安排任體能教練，直到2017年11月，摩斯隨東方到菲律賓馬尼拉進行季前集訓，並協助球隊得到3勝1負的成績，而經過集訓和東方教練團商量後，年屆43歲的摩斯在11月17日獲註冊為東方出戰ABL的四名外援名額中，成為ABL歷史上首名巴哈馬籍球員，
11月19日，他於作客菲律賓火焰的首場聯賽，首度為東方登場，即貢獻10分和9個籃板以及3個封阻，協助東方以92–89勝出，直到在2018年4月16日，摩斯在季後賽四強作客不敵菲律賓火焰出局後，宣告完成籃球生涯告別戰。
2019年摩斯效力遊協籃球隊。

## 教練生涯
摩斯的妻子及一對子女現時定居荷蘭，他早年曾修讀健康科學，於2016年11月獲西班牙籍教練艾度托利斯推薦到香港加盟香港首支職業籃球隊東方龍獅，並獲安排任體能教練。

## 外部連結
- 萊恩·摩斯在fiba.basketball（英语）
- 萊恩·摩斯在Sports-Reference.com（NCAA）（英语）
- 萊恩·摩斯在Eurobasket.com（球員）（英语）
- 萊恩·摩斯在RealGM（英语）
- 萊恩·摩斯在Proballers（英语）
- ABL官網球員註冊資料